# Karl Fink (Filmemacher)
Karl Fink (* vor 1991 in St. Croix Falls, Wisconsin) ist ein US-amerikanischer Filmproduzent, Drehbuchautor und Filmregisseur.

## Privatleben
Fink wuchs in Colorado auf, wo er die Cherry Creek High School besuchte. Karl Fink ist seit dem 18. Januar 1992 mit der US-amerikanischen Schauspielerin Jane Sibbett verheiratet. Sie haben zusammen drei Kinder und leben auf Hawaii. Die romantische Komödie A One Time Thing (2004), in der seine Frau Jane Sibbett die Hauptrolle spielt, produzierten die beiden zusammen. Karl Fink war weiterhin Regisseur in der 2006 erschienenen Komödie A Merry Little Christmas. Die Eheleute gründeten auf Hawaii das Film- und Fernsehstudio Wild Aloha Studios.

## Filmografie
als Produzent:
- 2004: A One Time Thing (auch Regie, Schnitt und Drehbuch)
- 1999: Karate Kids
- 1998: House Rules (auch Drehbuch)
- 1996: Boys & Girls (auch Drehbuch)
- 1991: 4x Herman (auch Drehbuch)

als Drehbuchautor:
- 1995: Mäuse an der Macht
- 1990: Doctor Doctor

als Regisseur:
- 2006: A Merry Little Christmas (auch Schnitt)